# Mycalesis nyongensis
Mycalesis nyongensis är en fjärilsart som beskrevs av Birket-smith 1960. Mycalesis nyongensis ingår i släktet Mycalesis och familjen praktfjärilar. Inga underarter finns listade i Catalogue of Life.